# Vestenberg (Adelsgeschlecht)

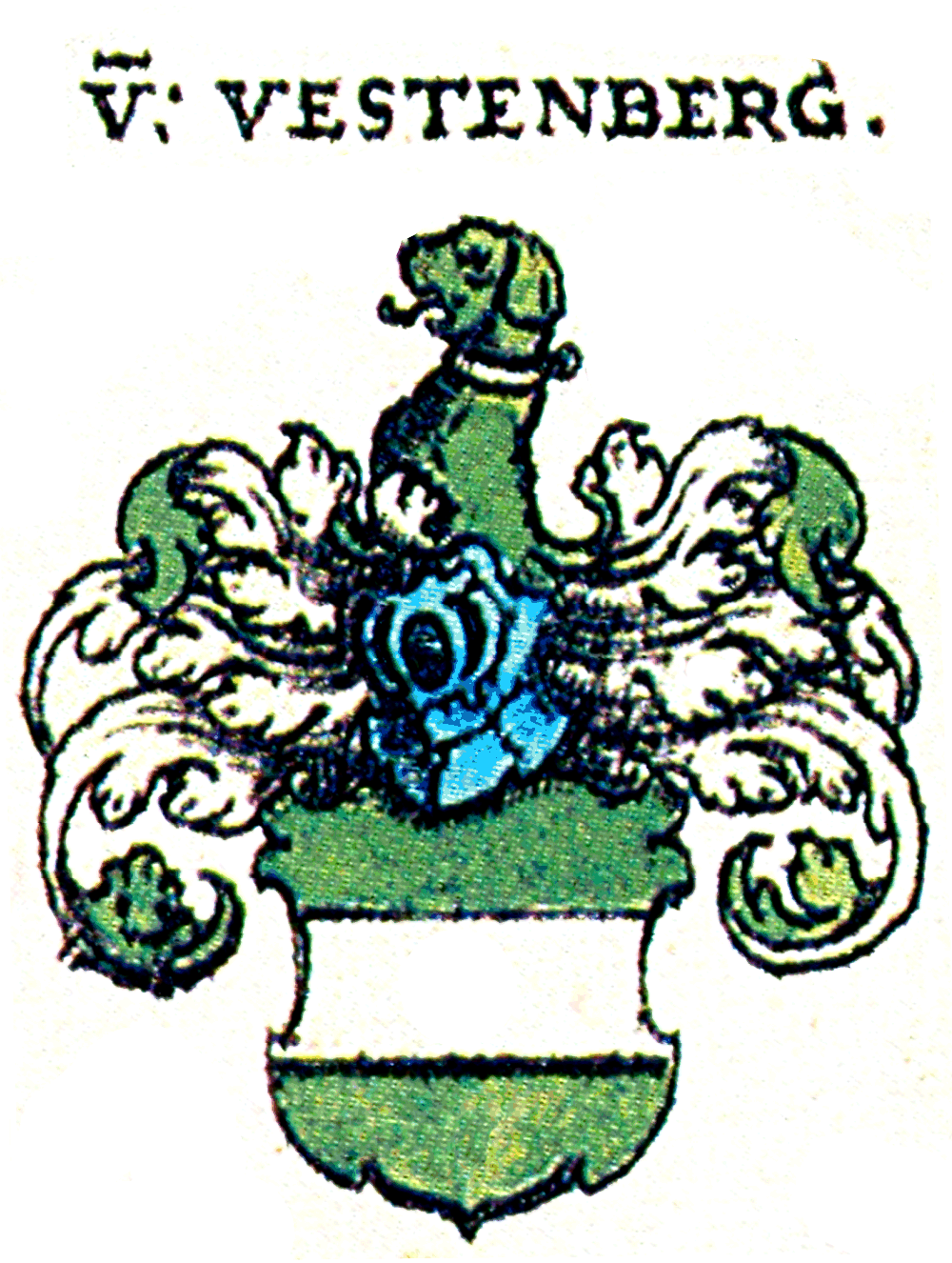
Das Wappen der Vestenberg (spiegelverkehrt) in Siebmachers Wappenbuch von 1605

Die Familie von Vestenberg war ein fränkisch-schwäbisches Uradelsgeschlecht mit Sitz auf der Burg Vestenberg in Vestenberg bei Petersaurach, immatrikuliert im Ritterkanton Steigerwald. 1687 ist sie erloschen.

## Linien und ihre Persönlichkeiten
Die bei Johann Gottfried Biedermann angegebenen Daten, welche bis in das frühe 10. Jahrhundert zurückreichen, sind sicherlich der Phantasie zuzuordnen. Biedermann selbst schreibt bei Hans von und zu Vestenberg und Flüglingen „ordentlicher Stammherr“, welcher lebte Anno 1263. Die mit mehreren Linien vertretene Familie von Vestenberg starb in der männlichen Nachkommenschaft mit Philipp Jacob von Vestenberg und Fronberg (Tafel CCLXIII) 1565 aus.
- CCLVIII

Auf dieser Tafel befindet sich der Ahnherr aller Linien als ordentlicher Stammherr Hans von und zu Vestenberg und Flüglingen (genannt 1263)
- CCLIX – von Vestenberg zu Schernau

dieser Zweig starb in der männlichen Nachkommenschaft mit Hans von Vestenberg zu Fürstenforst (bei Burghaslach) nach 1534 aus

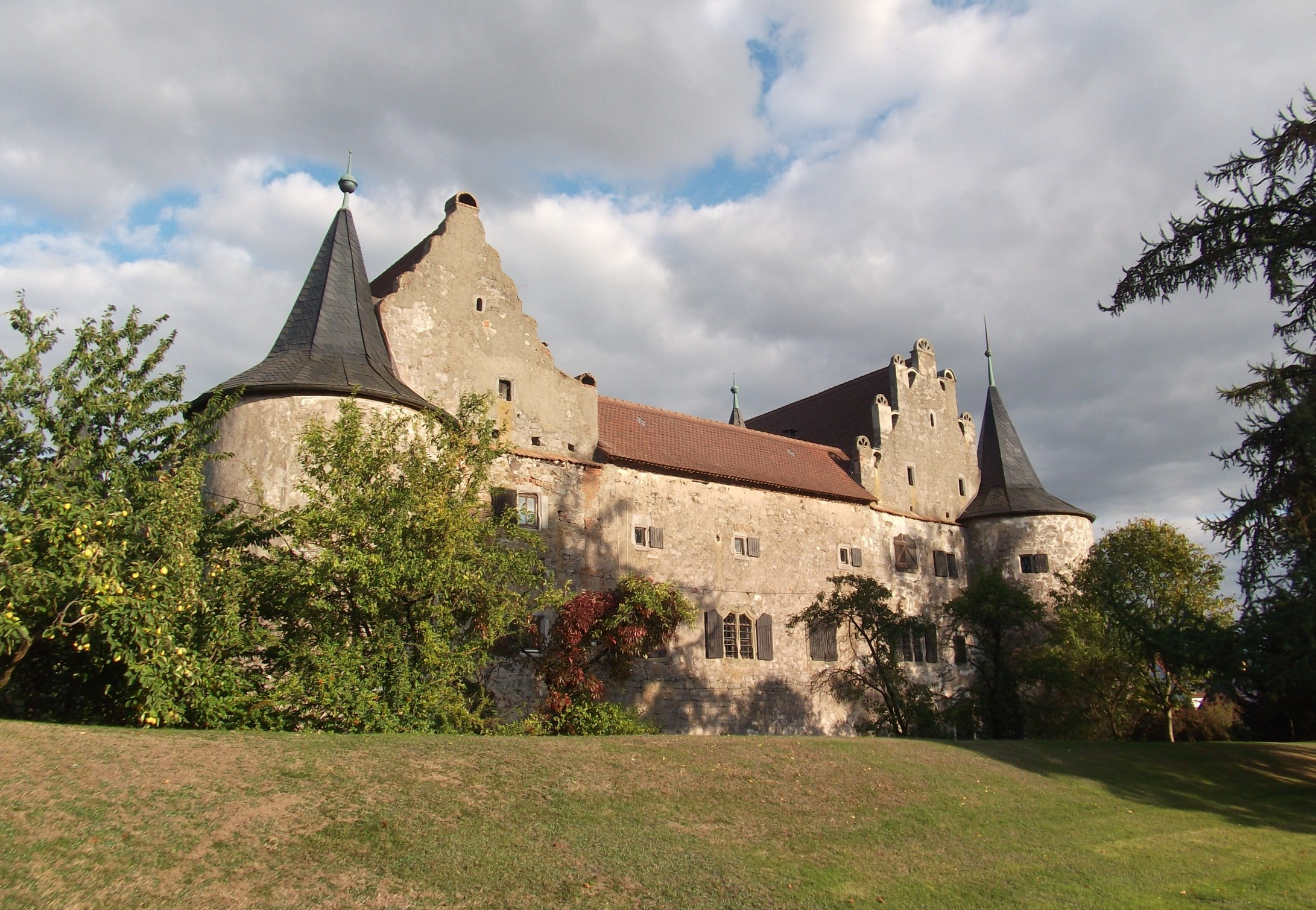
Wasserschloss Breitenlohe

- Schloss BurghaslachWasserschloss BreitenloheCCLX – von Vestenberg zu Burghaslach

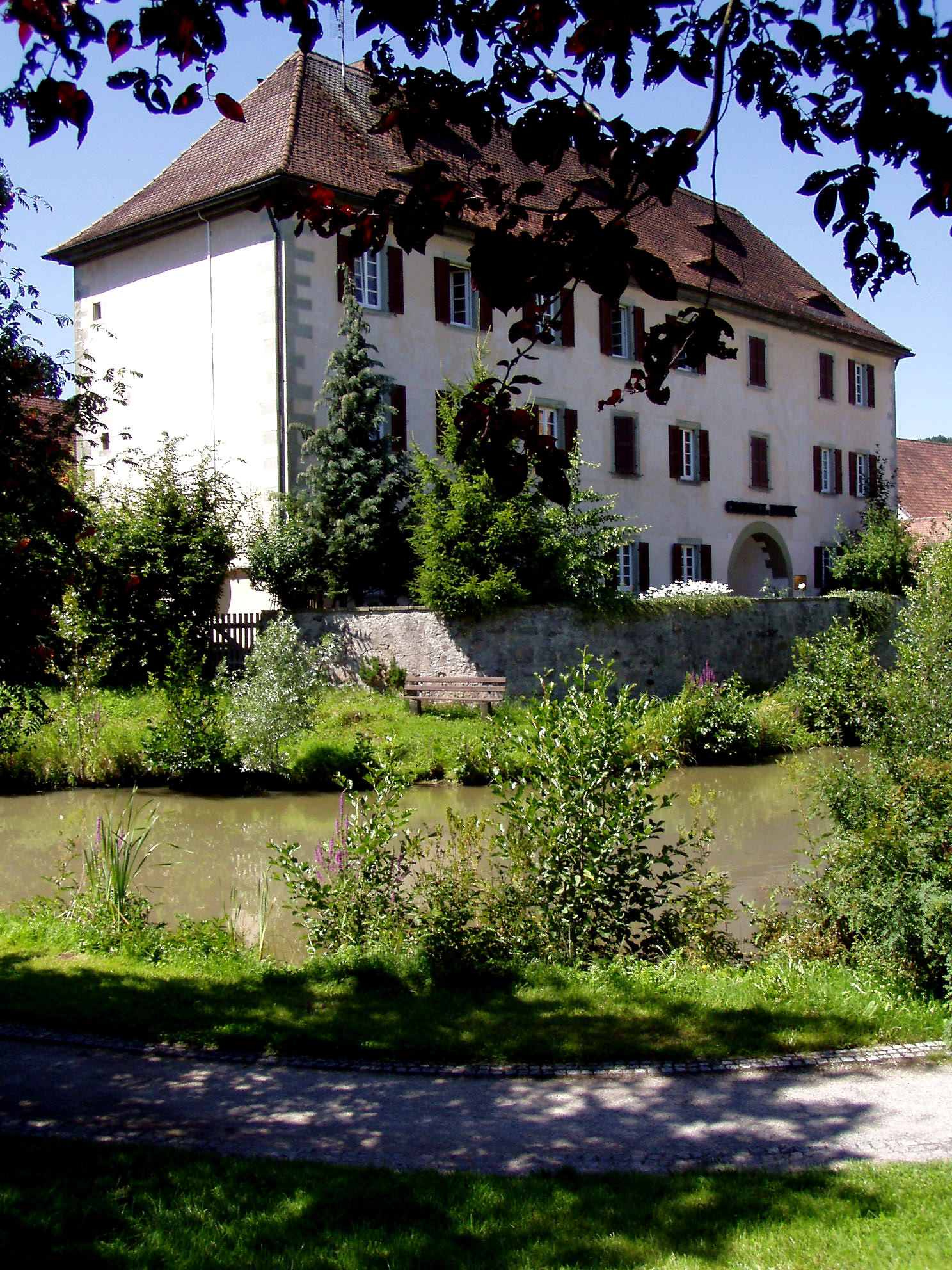
Schloss Burghaslach

  - aus dieser Linie: Magdalena, Tochter des Kilian von Vestenberg und der Anna von Seckendorff-Aberdar, ehelichte den Ritter Balthasar von Berg; sie stifteten 1453 die Kartause Ilmbach bei Prichsenstadt

diese Linie führt sich fort mit der Linie
- CCLXI – von Vestenberg zu Burghaßlach und Breitenlohe führt sich mit CCLXII A fort

- CCLXII-A: von Vestenberg zu Burghaßlach und stirbt mit dem Letzten im Mannesstamm, dem Siegismund Ludwig von Vestenberg zu Burghaslach und Breitenlohe, 1687 aus.
  - Weiterer Besitz: das Rittergut Vestenbergsgreuth, seit 1217 als „Rvte“ - riute (=Rodung) - urkundlich erwähnt, seit 1469/70 als „Vestenbergers gereut“ bezeugt. Die Herrschaft war bis 1687 im Besitz der Herren von Vestenberg.

- CCLXII-B: von Vestenberg zu Prölsdorf; dieser Zweig, dessen Stammvater Hans I. von Vestenberg (aus CCLX) war, starb mit den männlichen Nachkommen des Peter Stephan von Vestenberg zu Prölsdorf im 15. Jahrhundert aus.

- CCLXII-C: von Vestenberg zu Rügland und Rosenberg. Der Ahnherr dieser jüngeren Hauptlinie war Conard von Vestenberg genannt Kropf zu Flüglingen und Kipfenberg. Die jüngere Hauptlinie teilte sich im 14. Jahrhundert auf (in den Tafeln CCLXIII und CCLXIV).
  - daraus: Hanns Krafft von Festenberg, Sohn des Kaspar von Vestenberg und der Elisabeth von Mistelbach. Er wurde betraut mit dem Amt des pfalzgräflichen Landrichters und Pflegers zu Burglengenfeld und war nach dem Staatskonkurs des Herzogtums Pfalz-Neuburg am 3. Februar 1544 als Vorsitzender der Landschaft von 1544 bis 1552 der höchste Vertreter des Staates. Er ehelichte die Tochter des Wilhelm von Thannberg, die Margaretha. Hans Krafft verstarb am 19. August 1564 und wurde in der Pfarrkirche St. Jakob zu Schwandorf bestattet

- CCLXIII: von Vestenberg zu Rosenberg, diese Linie stirbt mit den männlichen Nachkommen des Hans Crafft von Vestenberg zu Fronberg 1587 aus

- CCLXIV: von Vestenberg zu Rügland, diese Linie starb mit Crafft von Vestenberg zu Rügland (genannt 1452) in der namenstragenden Nachkommenschaft aus.

## Wappen
Das Wappen zeigt auf grünem Schild einen silbernen Balken. Auf dem Helm mit grün-silbernen Decken eine wachsende, wie der Schild bezeichnete Bracke.

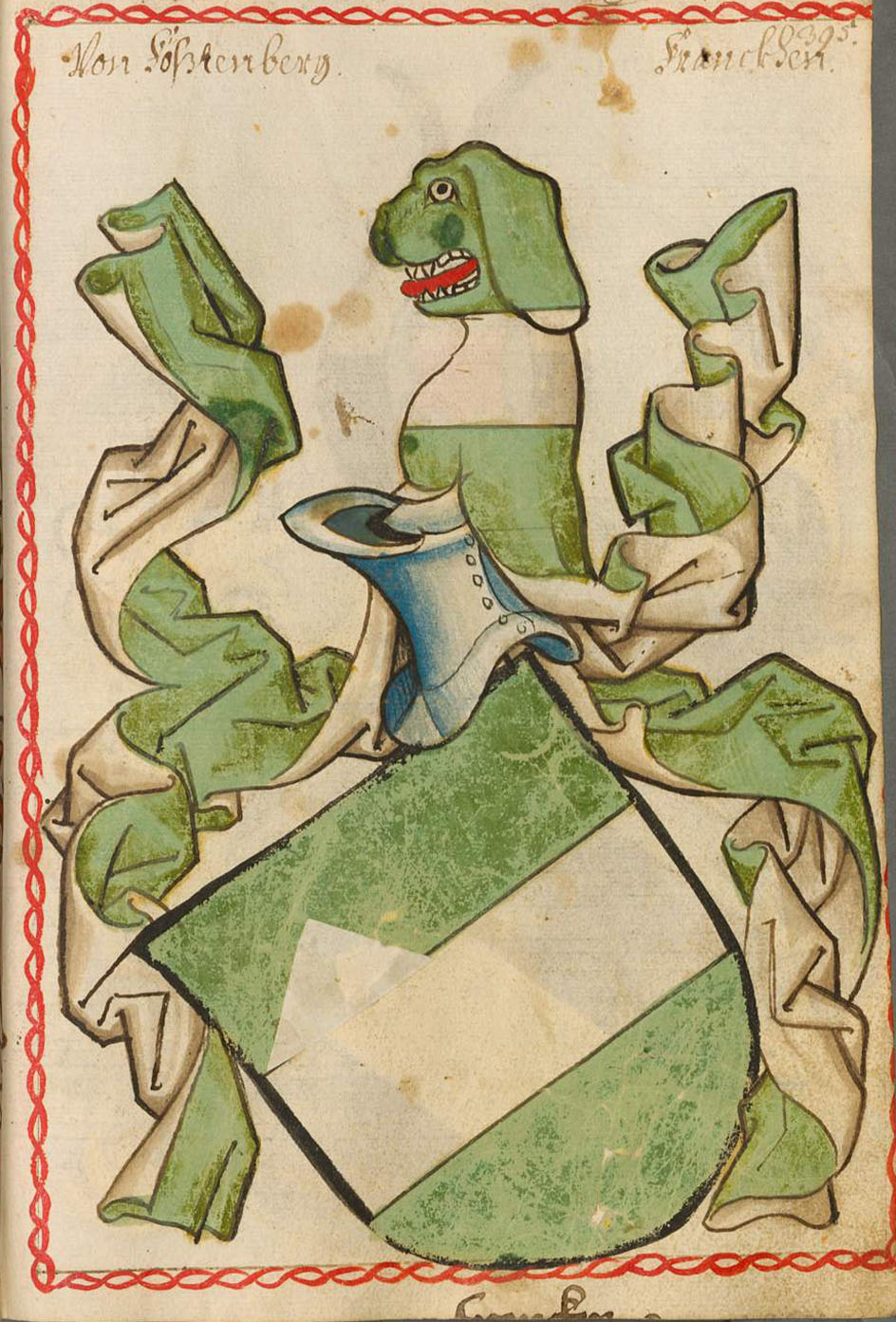
Wappen in Scheiblers Wappenbuch
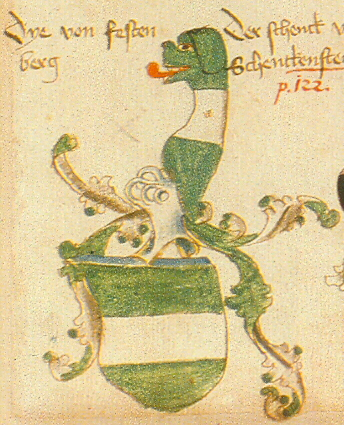
Wappen im Ingeram-Codex
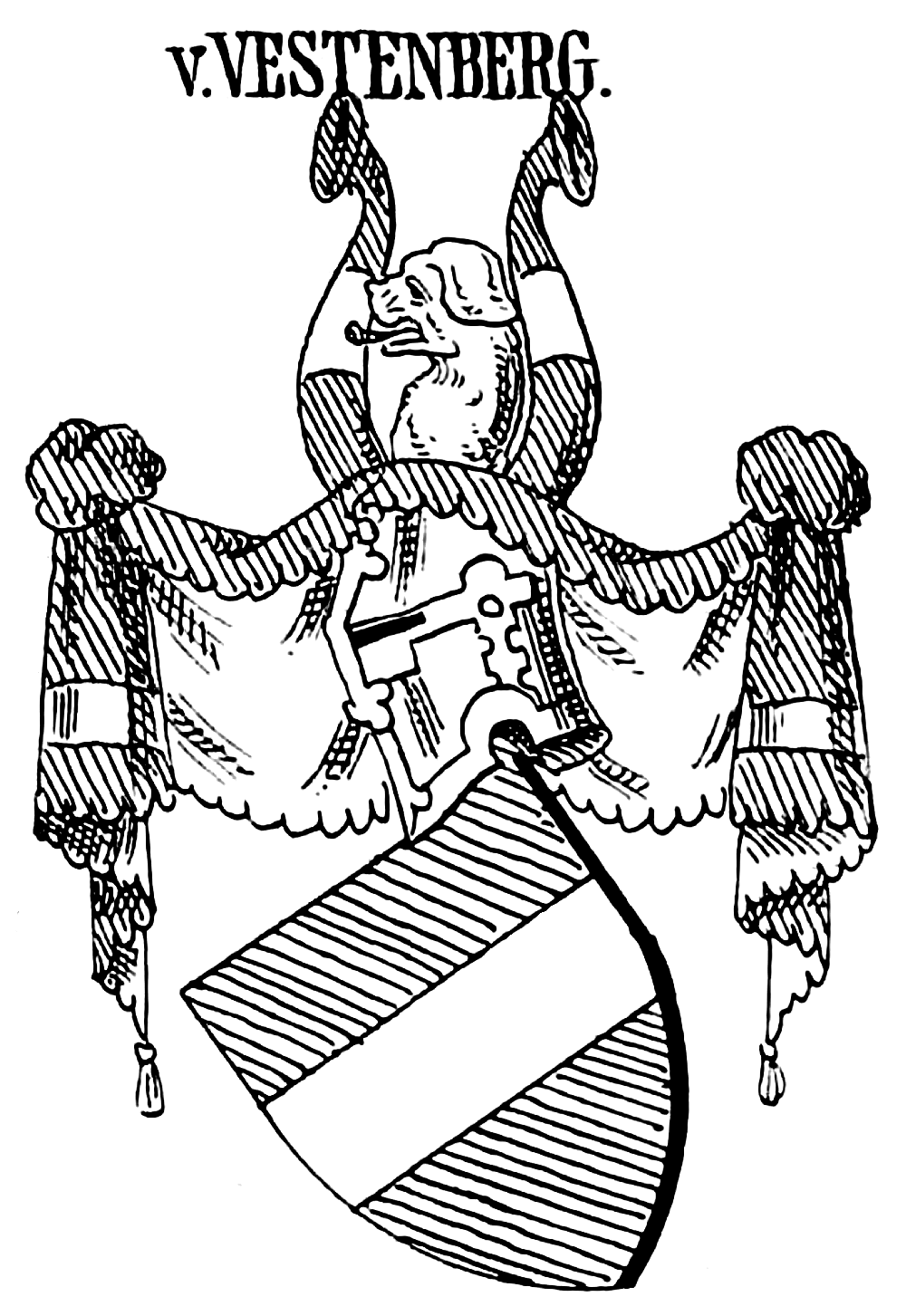
Wappen in Siebmachers Wappenbuch, 1884
Wappen der Gemeinde Petersaurach
Wappen von Vestenbergsgreuth